# Distrivisión
Distrivisión es una red de contenidos para televisiones locales y autonómicas de España. Su dueño y creador es José María Besteiro, que también distribuye contendidos a través de LocalVisión, MunicipalTV, Canal Finde, Canales que pertenecieron a Punto TV y siguen emitiendo a nivel local-provincial en TDT.
Actualmente, y tras el cierre de Localia TV, la mayoría de cadenas que no cerraron, pasaron a usar contenidos de Distrivisión, pasando las cadenas que anteriormente tenían estos contenidos a LocalVisión, si estaban en una misma zona de actuación que alguna de esas cadenas de Localia TV.